# イギリス・フォード

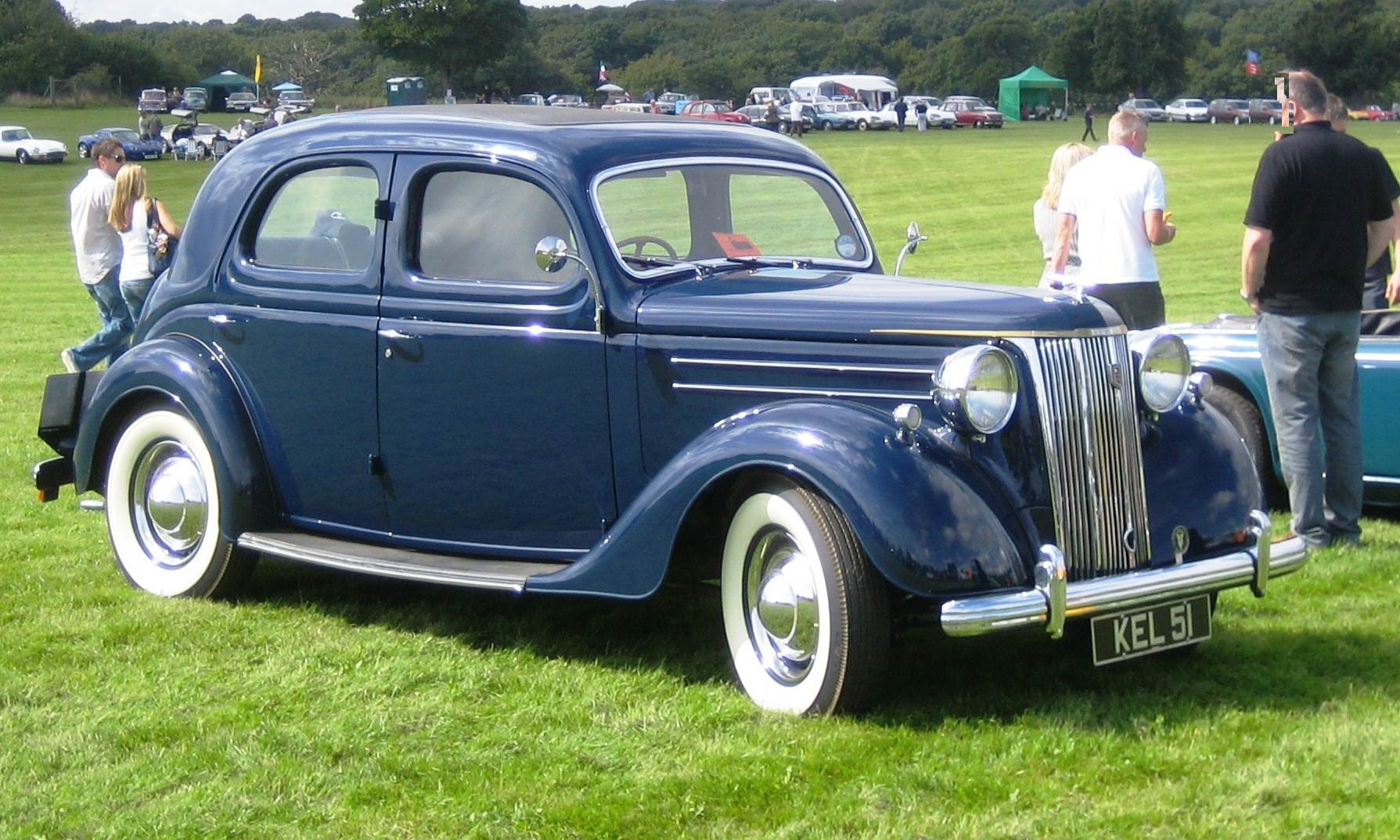
パイロット（1950年）。戦前の2.2リッターV8モデルベースのシャシとボディーに、3.6リッターV8を搭載した戦後初期の最上級モデル。頑丈さとパワフルさを買われ、官公庁用に多用された

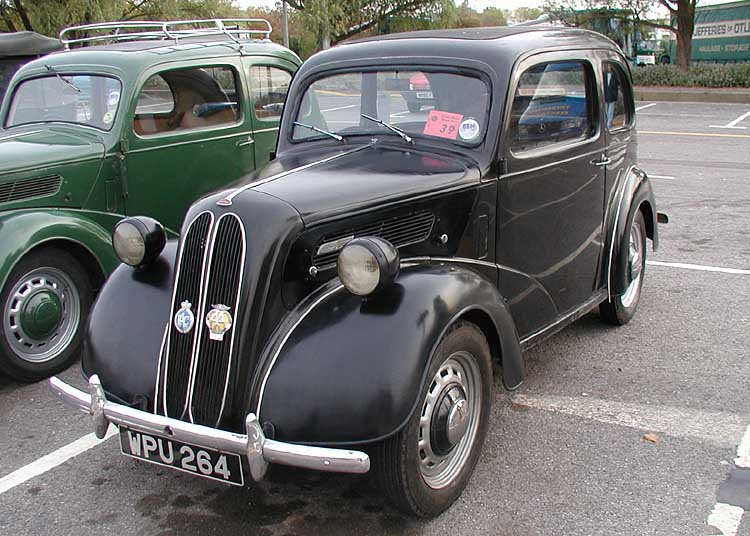
アングリアE494A（1953年）。1932年以来の設計を多く踏襲していたが、1954年に「ポピュラー」と改称してからも、イギリス最廉価の新車として1959年まで生産された

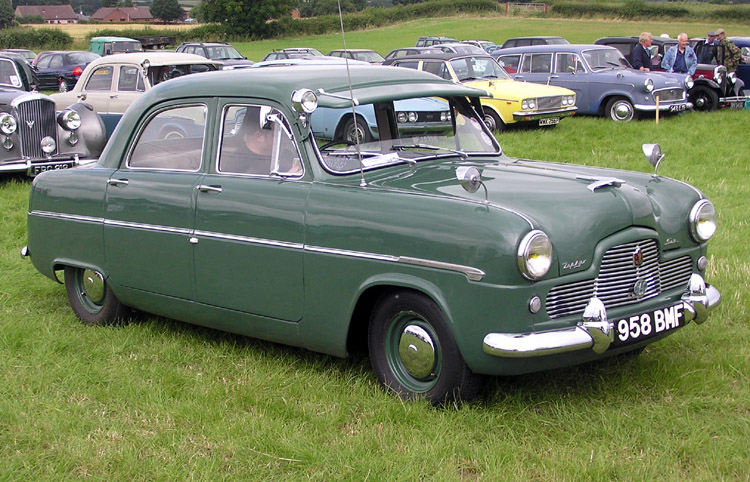
直列6気筒エンジンを搭載したゼファーシックス（1954年）。初代コンサルはこのノーズが短くなっている

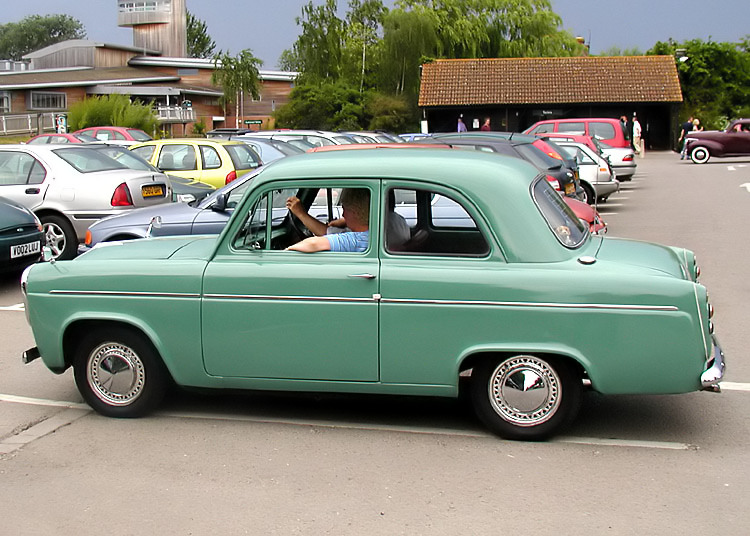
アングリア100E（1960年）。完全戦後型「アングリア」の第一世代

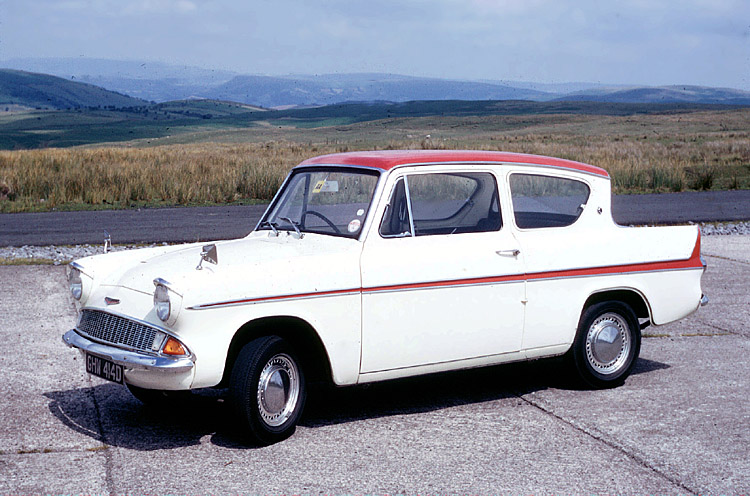
アングリア100E（1966年）。戦後型アングリア第二世代。リアシート後方の独特な「クリフ・カット」スタイルで有名

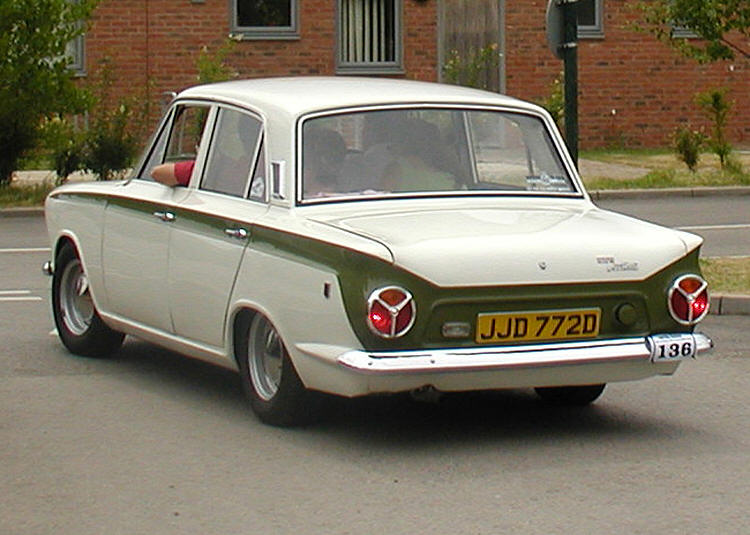
コーティナマークI（1966年）。レースフィールドでの活躍で知られる

イギリス・フォード（Ford Motor Company Limited）は、アメリカ合衆国の自動車メーカーであるフォード・モーターがかつて傘下に置いていたイギリスおよびアイルランド法人である。「ブリティッシュ・フォード」とも呼ばれる。この会社のスローガンは、"Go Further"。
乗用車と商用車の現地生産・販売と、イギリス、アイルランド内での農業用トラクターの販売を行っていたが、1967年の欧州フォード設立により、西ドイツのドイツ・フォードと併合された。

## 歴史

### 1903-1918年 進出期
1903年、イギリス最初のフォード車として、3台のモデルA が輸入された。1909年には現地法人として、'the Ford Motor Company (England) Ltd'がロンドンのシャフツベリー・アベニュー55番地に設立されている。イギリス初のフォード車ディーラーは、1910年にサウサンプトンにオープンした。
ノックダウン生産を目的とした組立工場はマンチェスターのトラフォード・パークの旧トラム工場に1911年、従業員60名で開業、モデルTの生産が開始された。会社は'Henry Ford & Son, Ltd.'という名で再登記された。このマンチェスター工場は、フォード社として初めて北米以外の地に設置された工場である。当初は、輸入されたシャーシ等の主要部品に一部現地調達のメカニカル・パーツとボディを組み合わせていたが、1914年にはイギリスで初めての自動車大量生産用のラインが完成し、1時間あたり21台の車が組み立てられるようになった。
1913年には6000台のモデルTが生産されたが、これは当時イギリスで最も多く売れていた車であり、市場の30%を占めた。イギリスは自動車の大量生産技術に立ち後れており、民族系量産車メーカーでも社外製のアッセンブリー・パーツに依存した旧式量産手法に頼っていた（同時期に創立されたイギリス国内資本の大手メーカー・モーリスがその典型であった）。フォードは英国市場で時流に先んじたのである。第一次世界大戦でも英国フォード車は軍用車として広く用いられた。
1917年にはアイルランド南部のコークにも工場を開設。当初はトラクターを生産していたが、1921年からは自動車の組み立ても行われた。なおコーク工場は1984年に閉鎖された。
第一次世界大戦後、トラフォード・パーク工場は拡張され、1919年にはイギリスで登録された車の実に41%がフォード車であった。

### 1918-1939年 転換期
しかし、この頃になると英国の国情・税制に合致した小型・中型の自動車がイギリス国内資本メーカーの手で量産されるようになり、747ccの超小型車オースチン・7（1922年）をはじめ、1000ccから2000ccクラスの自動車が量販車市場で重要な存在に成長してきた。外資系ながらトップメーカーの地位を保持していたフォードにとっても、この民族系企業各社のトレンドは脅威になってきた。2.9リッターのフォード・モデルT、そして後継モデルの3.3リッター型'モデルA'（1927 - ）はイギリスの量販車としては大排気量に過ぎたのも確かで、後にはボア縮小による排気量縮小型の廉価版を発売する必要にも迫られた。
生産体制の強化が企図され、1923年にはイースト・ロンドンのテムズ川沿いのダゲナムが新拠点に選ばれた。この立地はマンチェスターのトラフォード・パーク工場と運河に近かったことが輸送面で有利に働いていたためであった。1929年から建設が始まり、1931年の10月、イギリスのみならずヨーロッパ最大の自動車工場が完成し、'モデルA'乗用車と'モデルAA トラック'が生産された。またこの時期、会社名を再度the Ford Motor Co. Ltd. に改名している。
しかし、本来アメリカ本国向けの4気筒大衆車であったモデルAの販売は、高い車両価格と税金、さらには世界恐慌の最中にあたり最初の3ヶ月でたったの5台しか売れなかった。
1930年代初頭、既にイギリスでは大衆向けに750ccから1100ccクラスの実用的な小型大衆車・上級大衆車が普及しており、また2リッターから3リッターの中級車クラスには、モデルAより遙かに上質で振動も少ない直列6気筒の競合車種も出現していたのである。その大勢はヨーロッパ大陸の市場でも同じで、イギリス・フォードを始めとする欧州各国のフォード現地法人は、各国の民族資本メーカーへの対抗のため、アメリカ本国向けモデルとは別系統の小型車を投入する必要に迫られていた。
この結果、1932年に、933ccエンジンを搭載したモデルYが登場した。イギリスの税制で8hp級に位置付けられ、「ベビー・フォード」と通称されたこのモデルは、モデルAをスケールダウンしたような保守的だが丈夫なシャーシ構造を備えていた。大量生産体制によってイギリス初の'£100カー'となり市場に受け入れられた。
1932年から1937年にかけて、ダゲナム、コークの両工場で157,000台が生産され、ピーク時には市場の41%をベビー・フォード系が占めた。モデルYに始まるベビー・フォードの系譜は、第二次世界大戦後にモダンな戦後型が発売されてからも最廉価モデル「ポピュラー」に引き継がれ、1932年型と本質大差ない固定軸・サイドバルブエンジン・全機械式ブレーキ車の生産が、1959年まで続いた。
またこれと並行して、アメリカ本国で量産化に成功したV型8気筒エンジン搭載の中級モデルも1930年代中期から生産され、頑丈でパワフルなことから一定の需要を得た。

### 第二次世界大戦時
第二次世界大戦中、英国フォードも民間向けの車両生産を中断し、英国軍需省の要請に応じた軍用車両・エンジンの生産に邁進した。
ダゲナム工場は360,000台の各種車両を、マンチェスターの新工場アームストンでは航空用として34,000基のロールス・ロイス マーリンエンジンを生産し、英国陸軍・空軍の対ドイツ戦勝利に著しい貢献を残した。ことに高品質で知られたロールス・ロイス航空用エンジンを、ロールス・ロイス本社に劣らぬ品質・精度を確保しつつ遙かに効率的に生産・供給したことは、フォードの大量生産の実力を裏付けるエピソードであった。

### 1945-1967年 戦後期
第二次世界大戦後、民間用車両の生産が再開された。1946年にダゲナム工場でベビー・フォード系の「アングリア」戦後第1号車がラインオフ、同年ダゲナムでは115,000台の車が生産された。さらにエセックス ウォルサムストウとバッキンガムシャー ラングレーの工場も獲得した。
当初、戦前型の小改良に留まる保守的モデルを生産再開して需要に応えたが、1950年には中級車クラスで、合理性に富んだ3ボックススタイルボディに加え、画期的なマクファーソン・ストラット式サスペンションを世界で初めて前輪独立懸架に採用した完全戦後型の兄弟モデルとして4気筒車「コンサル」、6気筒車「ゼファー」を発表、英国市場にショックを与えた。続いて1954年には、小型大衆車クラスの「アングリア」「プリフェクト」にも同様な新型ボディ・シャーシを与え、BMCやルーツ・グループなどの民族系メーカー各社に先行して近代化のペースを上げた。
以後もイギリス・フォードは、アメリカ本国の新技術や、デトロイトでも試行段階にある技術を進んで採り入れる進歩性を見せ、保守設計に偏りがちなイギリスの民族系メーカー各社を、技術やデザインでリードし続けた。その傾向は欧州フォード移行後も引き継がれ、後輪駆動など基本は中庸ではあるが、民族系各車より一歩先を行く設計やデザインを採用し、車格の割に競合車よりボディが大柄で買い得な車種を投入する手法で、イギリス国内市場で確固たる地位を築いた。
1953年にはボディメーカーのブリッグス・モーター・ボディーズを買収、さらにドンカスター、サウサンプトン、クロイドン、ロムフォードにも工場用地を獲得し、この時点でイギリス・フォードは40,000人を直接雇用していた。
1962年、リヴァプール近くのヘイルウッドにフォード・アングリアの生産工場を開設する。この工場は2000年に最後のエスコートを送り出して閉鎖され、翌2001年にジャガー・Xタイプを生産する工場に転用された。
1964年バシルドンにトラクターの工場が開設され、翌1965年にはスウォンジーにシャシ・コンポーネンツとアクスルを生産する工場も開設された。

### 商用車
1917年のモデルTTに始まり、各種商用車も生産した。1933年から1939年の間は「フォードソン」の名称で販売され、その後「フォードソン・テームズ」に変更、1957年に単に「テームズ」となり、1965年「フォード」になった。トラフォード・パーク工場閉鎖後、大型の商用車はラングレー（スラウ）工場で組み立てられた。そしてトラック部門は1986年イタリアのイヴェコに売却され、'Iveco Ford' （フォードが48%を保有する）となる。ラングレー（スラウ）工場は1997年閉鎖。

### 競技用車
1963年、フォードは国際スポーツカーレース事業の拠点となる作業所をスラウに設置し、GTの開発製造を開始した。翌1964年、作業所は英国フォード子会社のフォード・アドヴァンスド・ヴィークルズ（Ford Advanced Vehicles Ltd., 以下、FAV）となり、国際スポーツカーレースへマニュファクチャラー兼エントラントとしてGTの運用を開始した。1965年からは米国本社の意向によりエントラント体制が変更されたため、FAVはGTの実戦開発的なエントラント活動と、翌年に国際自動車連盟の車両公認を取得すべく50台の完成車製造を行った。1966年、国際スポーツカーレース事業の拠点が米国へ移転したことに伴い、FAVは公認車両（GT40）のカスタマーサービスとバックオーダーに対応するのみとなり、年末に解散した。資産は1967年初に設立したJWオートモーティヴ・エンジニアリング（J.W. Automotive Engeneering Ltd.）に譲渡され、以後のGT40事業も同社へ委託された。

## モデル一覧

### 乗用車
- フォード・モデルT（1913 - 1927）
- フォード・モデルA（1928 - 1931）
- フォード・モデルB（英語版）（1932 - 1935）
- フォード・モデルY（英語版）（1932 - 1937）
- フォード・V8（1932 - 1939）
- フォード・7Y（英語版）（1937 - 1939）
- フォード・モデルCテン（英語版）（1935 - 1937）
- フォード・7W（英語版）（1937-1938）
- フォード・アングリア（英語版）（1939 - 1967）
- フォード・プリフェクト（1939 - 1961）
- フォード・パイロット（英語版）（1947 - 1951）
- フォード・コンサル（英語版）（1950 - 1962）
- フォード・ゼファー（英語版）（1951 - 1972）
- フォード・ゾディアック（英語版）（1954 - 1972）
- フォード・ポピュラー（英語版）（1953 - 1962）
- フォード・エスコートスクワイア（英語版）（1955 - 1961）
- フォード・コンサルクラシック（英語版）（1961 - 1963）
- フォード・コンサルカプリ（英語版）（1961 - 1964）
- フォード・コーティナ（1962 - 1982）
- フォード・コルセア（1963 - 1970）
- フォード・GT40（1966 - 1969[注釈 1]）
- フォード・エスコート（1968 - 2000）
- フォード・カプリ（1969 - 1986）
- フォード・グラナダ（1972 - 1994）
- フォード・シエラ（1982 - 1993）

### 商用車
※注 cwt（centum weight）はハンドレッドウェイトの略（112ポンド＝50.802キログラム）
- フォードソン・モデルF（1917 - 1964）
- フォード・モデルTT（英語版） 1 ton（1917 - ）
- フォード・モデルAA（英語版） 30 cwt（1928 - ）
- フォード・モデルBB（英語版）（1932 - ）
- フォード・モデルY（英語版） 5 cwt（1932-1937）
- フォードソン・E83W / テームズ・E83W（英語版） 10 cwt van and pick-up（1938 - 1957）
- Fordson E04C 5 cwt（1945 - 1948）
- Fordson E494C 5 cwt（1948 - 1954）
- Thames/Fordson 300E 5 cwt（1954）
- フォード・テームズ400E（英語版） 10,12,15 cwt
- フォード・テームズ300E（英語版） 5 & 7 cwt（1954 - 1961）
- Thames 307E 5cwt
- テームズ・トレーダー（英語版） 30 cwt, 2, 3, 4, 5 and 7-ton（1957 - 1962）
- Thames Trader MkII（1962-1965）
- Ford H（1962 - ）
- Ford K (Trader rename)（1965 - ）
- Ford D 2 to 8 tons
- Ford D800
- Ford D1000（1967 - ）
- フォード・Rシリーズ（英語版）（1964 - 1986）
- フォード・トランスコンチネンタル（英語版）（1975 - 1983）
- フォード・カーゴ（英語版）（1981-1993）
- フォード・トランジット（1965 - ）